# Hoel III de Bretanya
Hoel III de Bretanya fou duc pretendent de Bretanya el 1148 i comte de Nantes de 1148 a 1156.

## Biografia
Hoël era considerat com el fill del duc Conan III el Gros i de la seva esposa Matilde d'Anglaterra la filla d'Enric I d'Anglaterra (Enric Beauclerc).
En el seu llit de mort, i amb motiu que seria fill il·legítim, el duc Conan III el Gros s'hauria negat a reconèixer-lo com el seu successor i va instituir com a únic hereu al seu net Conan IV el Negre, fill de la seva filla Berta de Bretanya i del seu primer espòs Alan III el Negre, comte de Richmond. Va posar al jove futur duc sota la tutela del segon espòs de la seva mare Eudes de Porhoet.
Hoël el Desheretat no fou reconegut com a duc i comte més que pels Nantesos. Va signar algunes cartes o diplomes. però renuncia aviat al títol ducal i no controla més que el comtat de Nantes. El 1154, Conan IV, en edat d'ocupar el seu tron, va haver de lluitar contra el seu sogre que havia agafat gust al poder, i es va aliar amb el seu oncle Hoel. Conan, vençut el primer, es va refugiar en la seva herència anglesa de Richmond i Hoel va patir al seu torn una derrota el 16 de desembre de 1154 prop de Rezé.
El 1156, Hoel fou expulsat del seu comtat pels nantesos que van designar com a comte Jofré VI d'Anjou o Godofreu Plantagenet. No es coneix la data de la defunció d'Hoel amb qui s'acaba la descendència dels comtes de Cornualla.

## Matrimoni i posteritat
D'una esposa desconeguda no va tenir més que una filla de la qual no es coneix més que la inicial del nom: « O. » que va consagrar a Déu des del 13 d'agost de 1149 i es va retirar com a monja a Coët a la vora del Loira.